# Campeonato Mundial de Rugby M19 División B de 1991
El Campeonato Mundial de Rugby M19 División B de 1991 se disputó en Francia y fue la decimosegunda edición del torneo en categoría M19.

## Posiciones

### Cuartos de final
- Los perdedores avanzan a la semifinal del 5° al 8° puesto

| 28 de marzo | España | 49 - 9 | Suecia |  |  |

| 28 de marzo | Alemania | 14 - 10 | Túnez |  |  |

| 28 de marzo | Checoslovaquia | 20 - 0 | Suiza |  |  |

| 28 de marzo | Bélgica | 25 - 6 | Marruecos |  |  |

### Semifinal 5° al 8° puesto
| 29 de marzo | Túnez | 19 - 12 | Suecia |  |  |

| 29 de marzo | Suiza | 13 - 9 | Marruecos |  |  |

### Semifinales Campeonato
| 29 de marzo | España | 33 - 11 | Alemania |  |  |

| 29 de marzo | Checoslovaquia | 18 - 9 | Bélgica |  |  |

### Séptimo puesto
| 30 de marzo | Suecia | 13 - 9 | Marruecos |  |  |

### Quinto puesto
| 30 de marzo | Túnez | 26 - 7 | Suiza |  |  |

### Tercer puesto
| 30 de marzo | Alemania | 10 - 9 | Bélgica |  |  |

### Final
| 30 de marzo | España | 26 - 11 | Checoslovaquia |  |  |

| Bandera de España |
| Campeón España    |
| Primer título     |